# Антоний (Крипак)
Архиепи́скоп Анто́ний (в миру Сергей Михайлович Крипак, укр. Сергій Михайлович Кріпак, 16 февраля 1977, Челно-Федоровка, Зеньковский район, Полтавская область, Украинская ССР) — епископ Украинской православной церкви (Московского патриархата), архиепископ Путивльский, викарий Киевской епархии, наместник Глинской Богородице-Рождественской пустыни.

## Биография
Родился 16 февраля 1977 года в семье служащих.
В 1984 году поступил в среднюю школу.
В 1996 году был принят в число братии Глинской пустыни, где проходил общие послушания.
С 1997 года обучался в Таврическом духовном училище.
20 апреля 2002 года был пострижен в монашество с именем в честь преподобного Антония Киево-Печерского.
12 мая 2002 года был рукоположён во иеродиакона и назначен исполняющим обязанности эконома и благочинного обители.
19 декабря 2002 года был рукоположён во иеромонаха.
26 октября 2003 года был возведён в сан игумена.
16 апреля 2006 года был возведён в сан архимандрита.
6 января 2007 года был утверждён в должности благочинного обители.
23 декабря 2010 года в сане архимандрита был назначен исполняющим обязанности наместника Глинской Богородице-Рождественской пустыни. 14 июня 2011 года был утверждён наместником Глинской пустыни.
8 мая 2012 года был избран епископом Бородянским, викарием Киевской епархии.
12 мая последовало его наречение во Всехсвятском храме Киевского Пантелеимоновского монастыря в Феофании.
13 мая того же года в соборном храме Киевского Пантелеимоновского монастыря хиротонисан во епископа. Рукоположение совершили: митрополит Киевский и всея Украины Владимир (Сабодан), митрополит Одесский и Измаильский Агафангел (Саввин), митрополит Черкасский и Каневский Софроний (Дмитрук), митрополит Винницкий и Могилёв-Подольский Симеон (Шостацкий), архиепископ Бориспольский Антоний (Паканич), архиепископ Белогородский Николай (Грох), архиепископ Сарненский и Полесский Анатолий (Гладкий), архиепископ Полтавский и Миргородский Филипп (Осадченко), архиепископ Запорожский и Мелитопольский Лука (Коваленко), архиепископ Житомирский и Новоград-Волынский Никодим (Горенко), архиепископ Яготинский Серафим (Демьянив), архиепископ Переяслав-Хмельницкий и Вишневский Александр (Драбинко), архиепископ Городницкий Александр (Нестерчук), епископы: Хотинский Мелетий (Егоренко), Макаровский Иларий (Шишковский), Васильковский Пантелеимон (Поворознюк), Дрогобычский Филарет (Кучеров), Броварской Феодосий (Снигирёв), Шепетовский и Славутский Дионисий (Константинов).
20 июля 2012 года титул изменён на Путивльский.
17 августа 2019 года митрополитом Киевским и всея Украины Онуфрием (Березовским) возведён в сан архиепископа.

## Награды
- набедренник (4 апреля 2003)
- наперсный крест (4 апреля 2003)
- палица (6 июня 2004)
- наперсный крест с украшениями (6 июня 2004)
- орден святого равноапостольного князя Владимира (22 сентября 2008)
- второй наперсный крест с украшениями (6 мая 2012)